# Qatalum
Qatalum est une grande fonderie d'aluminium situé au Qatar à Mesaieed. Elle est issue d'une coentreprise entre Norsk Hydro
et Qatar Petroleum. Le projet a été lancé officiellement le 12 avril 2010 au Qatar, par l'émir du Qatar cheikh Hamad bin Khalifa Al Thani et par son Excellence Haakon de Norvège, prince héritier de Norvège.

## Sources
- (en) Cet article est partiellement ou en totalité issu de l’article de Wikipédia en anglais intitulé « Qatalum » (voir la liste des auteurs).